# Siphotrochammina
Siphotrochammina es un género de foraminífero bentónico de la subfamilia Rotaliammininae, de la familia Trochamminidae, de la superfamilia Trochamminoidea, del suborden Trochamminina, y del orden Trochamminida. Su especie tipo es Siphotrochammina lobata. Su rango cronoestratigráfico abarca el Holoceno.

## Discusión
Clasificaciones previas incluían Siphotrochammina en el suborden Textulariina del orden Textulariida. Otras clasificaciones lo han incluido en el orden Lituolida.

## Clasificación
Siphotrochammina incluye a las siguientes especies:
- Siphotrochammina elegans
- Siphotrochammina lobata
- Siphotrochammina salvati